# Vương Đôn (Đông Ngô)
Vương Đôn (tiếng Trung: 王惇; bính âm: Wang Dun; ? - 256?), là tướng lĩnh Đông Ngô thời Tam Quốc trong lịch sử Trung Quốc.

## Cuộc đời
Không rõ quê quán, hành trạng ban đầu của Vương Đôn. Năm 220, Tôn Quyền xé bỏ minh ước, lợi dụng lúc Quan Vũ bắc phạt, đánh chiếm ba quận Kinh Châu, còn cho quân bao vây, bắt chém Vũ. Quyền sợ hãi Lưu Bị trả thù, đầu hàng Tào Tháo, sai Vương Đôn mua ngựa, đưa cho Lương Ngụ cống nạp Hứa Đô.
Năm 256, quyền thần Tôn Tuấn chết, em trai là Tôn Lâm tự ý lên thay. Các tướng Lã Cứ, Đằng Dận không phục, muốn phế Lâm. Tôn Lâm hạ chiếu sai Văn Khâm, Lưu Toản, Đường Tư, phái thêm cả em họ là Tôn Lự tiêu diệt Cứ, Dận. Lâm sau đó chuyên quyền tàn bạo, chọc giận Tôn Lự. Lự mật mưu với tướng quân Vương Đôn mưu sát Lâm. Sự việc bại lộ, Đôn bị giết, Lự bị ép uống thuốc độc tự sát.

## Trong văn hóa
Trong tiểu thuyết Tam quốc diễn nghĩa, Vương Đôn xuất hiện ở hồi 111, giữ chức tướng quân, bị Tôn Lâm giết chết cùng Lã Cứ, Đằng Dận. Cái chết của ba vị đại thần này là minh chứng cho tính khí hung bạo, chuyên quyền của Lâm. Đến khi Tôn Hưu diệt trừ Tôn Lâm, Lâm cầu xin được đi đày Giao Châu. Hưu mắng rằng: Sao trước mày không đem đày Đằng Dận, Lã Cứ, Vương Đôn có được không? Chỉ ra ba người từng âm mưu lật đổ Lâm.